# Miracle on Evergreen Terrace
«Miracle on Evergreen Terrace» — 10-та серія 9-го сезону (№ 188) «Сімпсонів», вийшла в США 21 грудня 1997 року.

## Сюжет
У різдвяну ніч Барт випадково спалює вбрану ялинку разом з усіма подарунками. Вранці він говорить сім'ї, що вночі в будинку був грабіжник, який вкрав різдвяне дерево і подарунки. Жителі Спрингфілда співчувають Сімпсонам і допомагають їм грошима. На ці гроші Гомер купує нову машину, яку в цей же вечір випадково топить в озері. Барта починає мучити совість, але незабаром його брехня розкривається, в результаті чого всі жителі Спрингфілда відвертаються від Сімпсонів і визнають їх ізгоями до тих пір, поки Сімпсони не повернуть їм гроші.